# Nazionale maschile di beach soccer di Andorra
La nazionale di beach soccer di Andorra rappresenta Andorra nelle competizioni internazionali di beach soccer.
Andorra ha fatto il suo debutto nel 2008 nelle qualificazioni ai Mondiali. Nonostante sia una piccola nazione, Andorra è stata una concorrente regolare sul circuito internazionale. Tuttavia, la squadra è riuscita a registrare solo una vittoria in circa 30 partite giocate nella sua storia finora, contro la Norvegia in un torneo fieristico del 2010. Andorra gareggia nella divisione B dell'EBSL.